# Cris (calciatore 1984)
Bruno Cristiano Conceição Carvalho Santos, meglio noto come Cris (Fajões, 17 gennaio 1984), è un ex calciatore portoghese, di ruolo centrocampista.

## Caratteristiche tecniche
È un mediano.

## Carriera
È cresciuto nel settore giovanile del Feirense.